# Fernandinho (cantor)
Fernando Jerônimo dos Santos Júnior, conhecido popularmente como Fernandinho, (Aracaju, 24 de março de 1973) é um cantor brasileiro de música cristã contemporânea, compositor e pastor evangélico. Casado com Paula Santos, é pai de Asafe, Abner e Mariah. 
Formou-se Pastor no Seminário Teológico Batista Fluminense e líder do Ministério Faz Chover, com uma forte influência no avivamento no seu ministério. Iniciou sua carreira em 2001, com o álbum de estúdio Formoso És, mas alcançou notoriedade nacional com o disco Faz Chover, lançado em 2004 e que rendeu indicações. Anos depois, em 2009, lançou Uma Nova História, grande sucesso comercial. Em agosto de 2012, lançou o CD Teus Sonhos. No dia 16 março de 2013 gravou o DVD de mesmo nome no HSBC Arena - Barra da Tijuca, Rio de Janeiro. Seu trabalho mais recente é o álbum Único. 
Nos últimos anos, tem sido uma das vozes masculinas de maior sucesso da música gospel a nível nacional. 

## Biografia
Nasceu na cidade de Aracaju, Sergipe. Sua família necessitou mudar da cidade natal para São Mateus, no Espírito Santo, e quando Fernandinho tinha menos de quinze anos mudou-se para Campos dos Goytacazes no estado do Rio de Janeiro. Fez parte de um grupo onde recebeu instruções musicais e aprendeu técnicas de canto, após isso criou um grupo em que cantava e tocava bateria.

## Carreira
Fernandinho lançou seu primeiro álbum de estúdio intitulado “Formoso és”. Tornou-se conhecido em 2003, com o lançamento do CD Faz Chover, que lhe valeu uma indicação ao Troféu Talento 2005.
A partir de 2006, o cantor lançou mais dois álbuns: Abundante Chuva, que foi gravado no evento Jesus Vida Verão 2005 e Sede de Justiça, que foi disco de ouro em 2007 e disco de platina em 2008. No intervalo entre os lançamentos de seu terceiro e quarto discos, o cantor lançou um trabalho voltado para o público infantil denominado "Geração de Samuel", e produziu o segundo CD da Segunda Igreja, intitulado "Venha o Teu Reino".
Após lançar o álbum Sede de Justiça, em 2009 lançou o álbum Uma Nova História, gravado na Segunda Igreja Batista de Campos e que teve participação especial de seu filho Asafe. O álbum teve mais de 50 mil cópias vendidas na primeira semana, e recebeu uma versão comemorativa pelas mais de 250 mil cópias vendidas. No mesmo ano, foi gravado em Betim o registro em DVD do álbum.
Em abril de 2011, Fernandinho lançou o álbum Sou Feliz. O álbum é composto de músicas tradicionais do cantor cristão, e foi disco de ouro nos primeiros dias de lançamento.
Ainda em 2011, no mês de novembro Fernandinho foi um dos convidados a participar do Festival Promessas, evento que reuniu cerca de 20 mil pessoas no Aterro do Flamengo no dia 18 de dezembro de 2011 e foi exibido na Rede Globo. Além de Fernandinho, estiveram os cantores Davi Sacer, Eyshila, Fernanda Brum, Damares, Pregador Luo, Ludmila Ferber, Regis Danese e o grupo Diante do Trono.
Em 2012, o cantor realizou na Segunda Igreja Batista de Campos a gravação do disco Teus Sonhos. A gravação foi realizada nos dias 29 e 30 de maio.[carece de fontes?] O trabalho foi lançado em 31 de agosto do mesmo ano e em 3 dias vendeu mais de oitenta mil cópias no Brasil, recebendo um disco de platina.[carece de fontes?]
Em 2014, Fernandinho lançou em novembro o CD Acústico, CD que teve participações especias de Aline Barros, Fernanda Brum e David Quinlan. Um álbum produzido dentro de estúdio, no Texas, EUA, pela banda The Digital Age, e totalmente acústico diferente de tudo que já foi feito pela Faz Chover Produções nos últimos anos.
Em 2015, no dia 23/05, gravou na Igreja Batista Central da Barra da Tijuca (Rio de Janeiro) mais um CD: Galileu.
Em 2016, no dia 15/10, foi gravado na Rio Arena (antigo HSBC Arena) , mais um DVD: Galileu e Galileu Deluxe.
Em 2023, foi indicado ao Grammy Latino pela primeira vez em sua carreira com o álbum Único. 
Em 2024 foi indicado em três categorias do Troféu Gerando Salvação: na categoria Videoclipe com a música Único, como "Cantor do Ano" e "Música do Ano" com a mesma música retratada anteriormente. 

## Discografia
Álbuns de estúdio
- 2001: Formoso És
- 2006: Geração de Samuel
- 2014: Acústico

Álbuns ao vivo
- 2003: Faz Chover
- 2005: Abundante Chuva
- 2007: Sede de Justiça
- 2008: Amigos Adoradores (com Heloisa Rosa e Ricardo Robortella)
- 2009: Uma Nova História
- 2011: Sou Feliz
- 2012: Teus Sonhos
- 2015: Galileu
- 2018: Fernandinho em Casa
- 2020: Santo
- 2023: Único

Álbuns produzidos por Fernandinho
- 2002: Somos um
- 2008: Venho ao Teu Reino

## Videografia
DVDs
- 2004: Faz Chover
- 2005: Abundante Chuva
- 2007: Sede de Justiça
- 2009: Uma Nova História
- 2013: Teus Sonhos
- 2016: Galileu
- 2020: Santo
- 2022: Único

## Banda
| Instrumento | Integrante       |
| ----------- | ---------------- |
| Guitarras   | Rodrigo Tiuzinho |
| Bateria     | Gui Camargo      |
| Baixo       | Carlos Aprígio   |
| Teclado     | Levi Miranda     |